# Брег-при-Коніцах
Брег-при-Коніцах (словен. Breg pri Konjicah) — поселення в общині Словенське Коніце, Савинський регіон, Словенія. Висота над рівнем моря: 310 м.